# 國民革命軍第七十軍
国民革命军第七十军是國民革命軍1937年7月组建的一个軍級單位，雖然屬於中央軍系部隊，但軍隊高階幹部人事多為湘軍系統擔任。抗战胜利后登陆接收台湾。

## 沿革历史

### 前身：湘军何鍵系
1926年6月2日，在湖南省內鬥爭失敗的唐生智率领湘军第4师投靠广州国民政府，改名為国民革命军第八军，投入北伐戰爭。1927年3月第八军下轄之第2師扩编为國民革命軍第三十五軍，軍長何鍵。1927年10月，在新桂系對抗唐生智的寧漢戰爭後，唐生智战败下野，三十五軍被新桂系吸收，後被縮編為國民革命軍第19師，就此脫離湘軍系統。
在民國18年（1929年）3月蒋桂战争期間，19師決定背叛新桂系投靠南京國民政府，戰後獲得南京政府首肯扩编为武汉行营第4路军所属的第15、第16、第19师。1930年9月，中原大战第15、第16、第19师编为国民革命军第二十八军。 在擴軍的過程中，雖然19師的上層幹部仍是北伐戰爭期間何鍵的主要親信，至抗戰勝利時仍然是以湖南籍將領為主的結構，但整體來說仍完成了中央軍化的轉換。

### 抗战時期
1937年7月抗战爆发。国民革命军第二十八军投入淞沪会战，所屬之第19师宁波集中，担任镇海一带的防卫工作，19師在此時被抽出編組成第七十軍。军长兼师长李觉，部隊由第十集團軍節制。
在淞沪会战受創後撤至金華休整時，軍委會將二十八軍所屬之國民革命軍第16師轉入七十軍。民國27年（1938）5月，調往湖北省投入武汉会战的外围防禦战，佈署在麻城、英山、罗田等處，後被日軍攻勢壓迫在7月退入江西省九江，駐守廬山，在武漢會戰期間日軍雖然試圖攻占此地，但會戰結束前仍未能摧毀七十軍的防禦，在武漢會戰結束後仍駐防江西省，為第九戰區直轄武力。後投入南昌会战，南昌會戰遭到日軍重創，後撤至永修與安義重整，在南昌失守後撤退至靖安。1939年冬季攻势作战。在冬季攻勢前，第16師被抽離該軍作為國民革命軍第八十六軍之核心部隊。替補16師的則是第三戰區新成立的國民革命軍第107師。
民國29年（1940）5月，七十軍撥給第三戰區所屬的第三十二集團軍節制，第三戰區將國民革命軍第二十九軍所屬的國民革命軍預備第5師（師長曾戛初）撥入七十軍充實戰力。民國30年（1941）初第三戰區又將國民革命軍預備第9師編入七十軍，並投入上高会战運用。同年8月，七十軍調出集團軍成為為第三戰區直轄部隊，此次調動中將第19師抽離該軍編給國民革命軍第一百軍，一百軍則將國民革命軍第80師編給七十軍，預5師則抽離七十軍。同年9月，投入第二次长沙会战。
第二次長沙會戰後七十軍進行休整，並在民國31年（1942）初編入原屬一百軍的獨立第33旅。投入浙贛戰役。浙贛會戰後轉調福建省，駐紮於南平浦城，擔任福建省北部的防禦任務。
1945年5月，獨立第33旅被抽離改組為突擊第2縱隊，七十軍在偵查到日軍有戰略收縮跡象後，投入福建戰場的閩浙追擊戰役。
七十軍在抗戰期間不斷注入黃埔軍官補充新血完成了湘軍至中央軍的轉型，當時七十軍的中高級軍官來自保定、陸大、黃埔前期 ，而連、排長多是黃埔15 - 18期，七十軍107師 士兵仍以湖南籍佔大部份。

### 抗战之后军事接收台湾
抗戰勝利後，七十軍被派令前往浙江省寧波負責當地日軍受降，此時第80師留滯福建省編入國民革命軍第二十八軍運用，預9師直接撤裁，80師的編制則由國民革命軍第二十五軍所屬的國民革命軍第75師替補，後被軍委會指定負責光復後的臺灣島之日軍受降業務。1945年10月初在寧波简易整補，並發給新的草綠色軍服與膠鞋，10月13日 70軍大致以營為單位(500兵員)登上從寧波港開往基隆港的美國海軍登陸艦隊，據情報得知，駐台日軍第10方面軍22萬人員和設備完備，部分少壯派軍官抗拒投降，因此70軍人員在艦上準備登陸作戰，美軍亦出動大批艦艇，準備掩護70軍部隊登陸台灣作戰。登陸艦隊在海上航行了四天，於10月17日抵達基隆港，港口未遭遇駐台日軍抵抗，而是見到在碼頭等候國軍的台灣同胞發出陣陣熱烈歡迎的歡呼聲。根據美國國家檔案和記錄管理局基隆港登陸紀錄片顯示，70軍先頭部隊精神飽滿穿著新的國軍制服和膠鞋，列隊整齊先下船，編隊和秩序良好，有些後下船的70軍戰士衣著老舊，部分後勤支援補給部隊用扁擔肩挑。

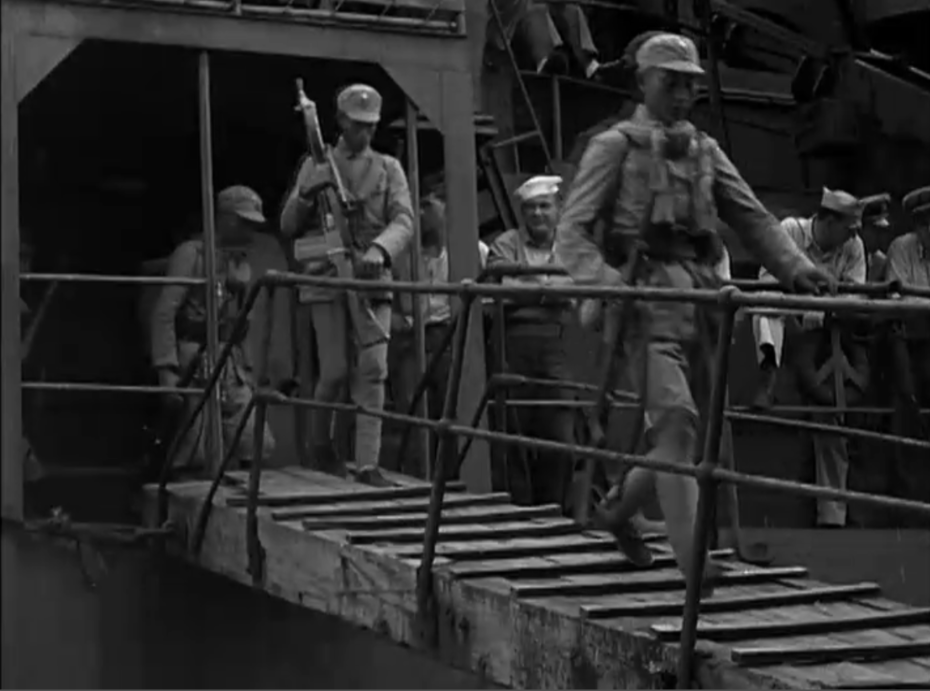
1945/10/17 國軍70軍登陸基隆港

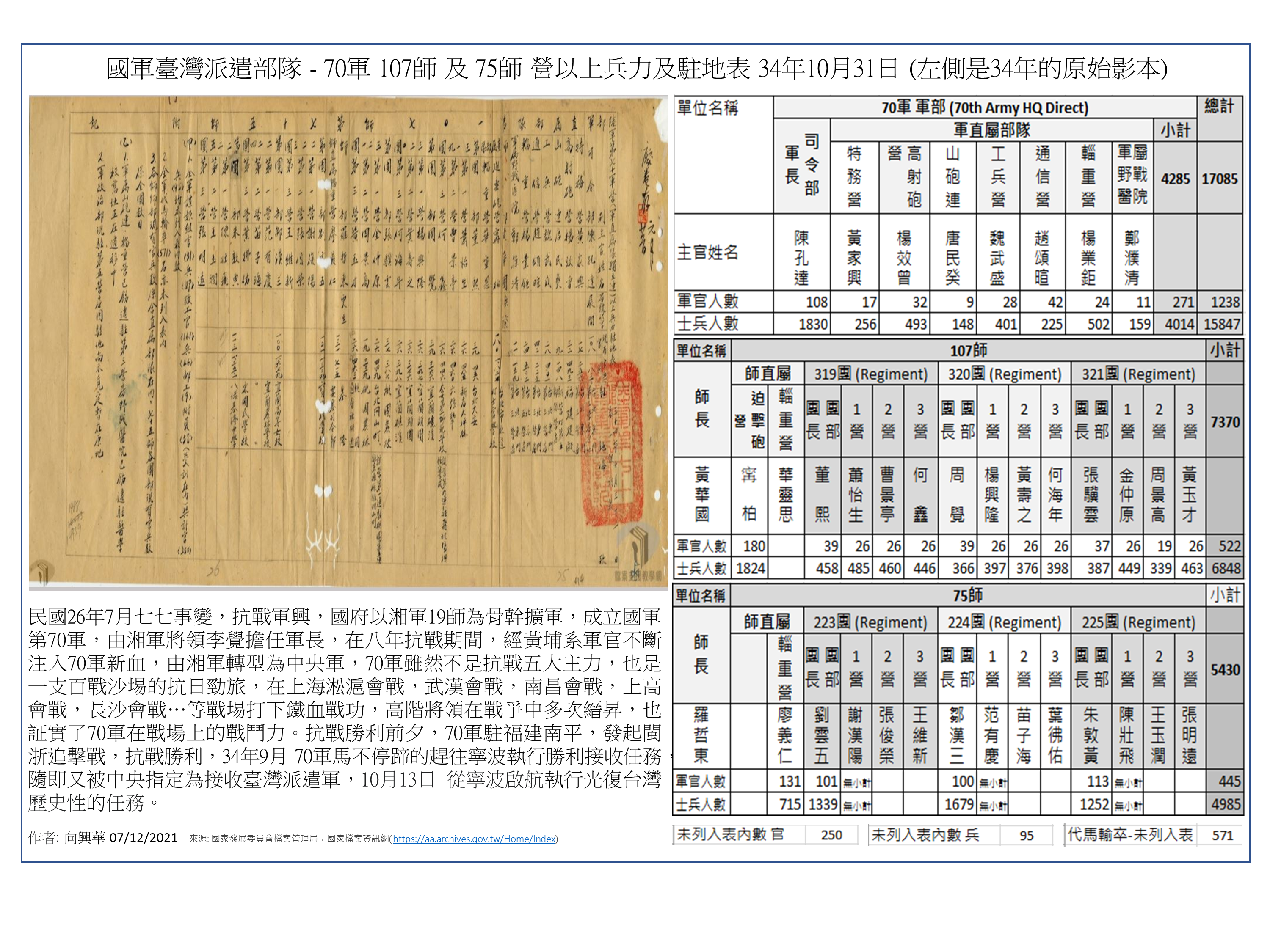
1945-10 國軍臺灣派遣部隊 - 70軍107師及75師 營以上兵力及駐地表

军长陈孔达被任命为“台湾地区军事接收委员会”陆军第三组组长，任务是解除驻扎在新竹日军第九师团的武装，解除台北州、花莲港厅、新竹州宪兵，以及前述地方要塞部队之武装。1945年11月1日，所部分别到基隆、台北、新竹、淡水、苏澳等地解除了日本帝國陸軍第9師團、第66師、第76、102、112等独立旅团与要塞部队的武装及交通工具、军用器材、文书档案等，将日军人员集中在特定地点，予以监管。1945年12月16日完成所有武器装备与人员接收监管工作。
在接收臺灣之際，七十軍也將原先的軍械換裝全日式裝備。在換裝期間國軍進行縮編任務，七十軍被改名為整編第70師，75師被改名為整編第75旅、107師改名為整編107旅。

### 國共内战
1947年1月由台湾调徐州。整编第140旅参加巨（野）金（乡）鱼（台）战役，旅部及旅直炮兵营、特务营及第280团全部、第279团一部被歼，少将旅长谢懋权、第280团上校团长周觉以下官兵2000多人被俘。鲁西南战役中，1947年7月14日整编第70师师部和整编第140旅被晋冀鲁豫野战军全歼，中将师长陈颐鼎、少将副师长罗哲东、整编第140旅少将旅长谢懋权等被俘。
重建整编第70师师部和整编第140旅，整编第五师副师长高吉人升任该师师长。1948年9月整编师、整编旅恢复军、师番号，整编第70师恢复第70军的番号。淮海战役中在河南永城陈官庄被歼。高軍長作戰中胸部负伤遭解放軍俘虜，但解放軍未辨識出其指揮官身分。伤愈后，身份没有暴露的高吉人在连襟华心权（原第139师副师长）的协助下返回了国统区。代军长邓军林被俘。
1949年在江西重建第七十军。未几训练，广东战役中在英德被歼。军长唐化南率余部5000人赴台后撤销编制，人员编入23军。